# Krepostnaja aktrisa
Krepostnaja aktrisa (russisk: Крепостная актриса) er en sovjetisk spillefilm fra 1963 af Roman Tikhomirov.

## Medvirkende
- Tamara Sjomina som Anastasija Batmanova
- Jevgenij Leonov som Ivan Pavlovitj Kutajsov
- Dmitrij Smirnov som Andrej Tumanskij
- Sergej Jurskij som Nikita Petrovitj Baturin
- Grenada Mnatsakanova som Polenka